# ديف نافارو
ديف نافارو (بالإنجليزية: Dave Navarro)‏  (و. 1967  م) هو عازف قيثارة، ومغني، ومدون أمريكي، ولد في سانتا مونيكا، كاليفورنيا، يستخدم آلات قيثارة.

## التعليم
تعلم في مدرسة الجامعة الثانوية ‏.

## وصلات خارجية
- ديف نافارو على موقع IMDb (الإنجليزية)
- ديف نافارو على موقع ميوزك برينز (الإنجليزية)
- ديف نافارو على موقع رولينغ ستون (الإنجليزية)
- ديف نافارو على موقع إن إن دي بي (الإنجليزية)
- ديف نافارو على موقع أول ميوزيك (الإنجليزية)
- ديف نافارو على موقع ديسكوغز (الإنجليزية)
- ديف نافارو على موقع قاعدة بيانات الفيلم (الإنجليزية)

- ديف نافارو في قاعدة بيانات الأفلام على الإنترنت